# Desigualtat de Gautschi
En anàlisi real, una branca de les matemàtiques, la desigualtat de Gautschi és una desigualtat per a ràtios de funcions gamma. Va ser descrita per Walter Gautschi.

## Definició
Sigui x un nombre real positiu, i sigui s ∈ (0, 1). Llavors
{\displaystyle x^{1-s}<{\frac {\Gamma (x+1)}{\Gamma (x+s)}}<(x+1)^{1-s}.}

## Història
El 1948, Wendel va demostrar les desigualtats
{\displaystyle \left({\frac {x}{x+s}}\right)^{1-s}\leq {\frac {\Gamma (x+s)}{x^{s}\Gamma (x)}}\leq 1}
per a x > 0 i s ∈ (0, 1). Ho va utilitzar per determinar el comportament asimptòtic d'un ràtio de funcions gamma. El límit superior d'aquesta desigualtat és més fort que el que s'ha donat anteriorment.
El 1959, Gautschi va demostrar de forma independent dues desigualtats per a ràtios de funcions gamma. Els seus límits inferiors eren idèntics als de Wendel. Un dels seus límits superiors era el que figura a la declaració anterior, mentre que l'altre de vegades era més fort i de vegades més feble que el de Wendel.

## Conseqüències
Una conseqüència immediata és la següent descripció del comportament asintòtic dels ràtios de funcions gamma:
{\displaystyle \lim _{x\to \infty }{\frac {\Gamma (x+1)}{\Gamma (x+s)x^{1-s}}}=1.}

## Demostració
Hi ha diverses demostracions conegudes de la desigualtat de Gautschi. Una simple demostració es basa en l'estricta convexitat logarítmica de la funció gamma d'Euler. Per definició, això significa que per a tots u i v i tots t ∈ (0, 1), tenim
{\displaystyle \Gamma (tu+(1-t)v)<\Gamma (u)^{t}\Gamma (v)^{1-t}.}
Si s'aplica aquesta desigualtat u = x, v = x + 1, i t = 1 − s, i si també s'aplica amb u = x + s, v = x + s + 1, i t = s, els resultats de les desigualtats són:
{\displaystyle {\begin{aligned}\Gamma (x+s)&<\Gamma (x)^{1-s}\Gamma (x+1)^{s}=x^{s-1}\Gamma (x+1),\\\Gamma (x+1)&<\Gamma (x+s)^{s}\Gamma (x+s+1)^{1-s}=(x+s)^{1-s}\Gamma (x+s).\end{aligned}}}
Reorganitzant el primer d'ells dona el límit inferior, mentre que reorganitzant el segon i aplicant l'estimació trivial {\displaystyle x+s<x+1} dona el límit superior.

## Desigualtats relacionades
Qi va escriure sobre desigualtats per a ràtios de funcions gamma.
La prova per convexitat logarítmica proporciona el límit superior més fort
{\displaystyle {\frac {\Gamma (x+1)}{\Gamma (x+s)}}<(x+s)^{1-s}.}
El document original de Gautschi va demostrar un límit superior fort diferent,
{\displaystyle {\frac {\Gamma (x+1)}{\Gamma (x+s)}}\leq \exp((1-s)\psi (x+1)),}
on {\displaystyle \psi } és la funció digamma. Cap dels dos límits superiors és sempre més fort que l'altre.
Kershaw va demostrar dues desigualtats més dures. Torna a assumir que x > 0 i s ∈ (0, 1),
{\displaystyle {\begin{aligned}\left(x+{\frac {s}{2}}\right)^{1-s}&<{\frac {\Gamma (x+1)}{\Gamma (x+s)}}<\left[x-{\frac {1}{2}}+\left(s+{\frac {1}{4}}\right)^{1/2}\right]^{1-s},\\\exp \left((1-s)\psi (x+s^{1/2})\right)&<{\frac {\Gamma (x+1)}{\Gamma (x+s)}}<\exp \left((1-s)\psi \left(x+{\frac {1}{2}}(s+1)\right)\right).\end{aligned}}}
La desigualtat de Gautschi és específica per a un quocient de funcions gamma avaluades a dos nombres reals amb una petita diferència. Tot i això, hi ha extensions a altres situacions. Si x i y són nombres reals positius, llavors la convexitat de {\displaystyle \psi } condueix a la desigualtat:
{\displaystyle {\frac {1}{2}}(\psi (x)+\psi (y))\leq {\frac {\log \Gamma (y)-\log \Gamma (x)}{y-x}}\leq \psi \left({\frac {x+y}{2}}\right).}
Per a s ∈ (0, 1), això condueix a les estimacions
{\displaystyle \exp {\bigl (}(1-s)\psi (x+s){\bigr )}\leq {\frac {\Gamma (x+1)}{\Gamma (x+s)}}\leq \exp \left((1-s)\psi \left(x+{\frac {1}{2}}(s+1)\right)\right).}
Una desigualtat relacionada però més dèbil es pot derivar fàcilment del teorema del valor mitjà i de la monotonicitat de {\displaystyle \psi }.
Una desigualtat més explícita vàlida per a una classe més àmplia d'arguments és deguda a Kečkić i Vasić, que van demostrar que si y > x > 1, llavors:
{\displaystyle {\frac {y^{y-1}}{x^{x-1}}}e^{x-y}<{\frac {\Gamma (y)}{\Gamma (x)}}<{\frac {y^{y-1/2}}{x^{x-1/2}}}e^{x-y}.}
En particular, si s ∈ (0, 1), llavors tenim:
{\displaystyle {\frac {(x+1)^{x}}{(x+s)^{x+s-1}}}e^{-(1-s)}<{\frac {\Gamma (x+1)}{\Gamma (x+s)}}<{\frac {(x+1)^{x+1/2}}{(x+s)^{x+s-1/2}}}e^{-(1-s)}.}
Guo, Qi, i Srivastava van demostrar una desigualtat semblant, vàlida per a tots y > x > 0:
{\displaystyle {\frac {(x+1)^{x+1}}{(y+1)^{y+1}}}e^{y-x}<{\frac {\Gamma (x+1)}{\Gamma (y+1)}}<{\frac {(x+1/2)^{x+1/2}}{(y+1/2)^{y+1/2}}}e^{y-x}.}
Per a s ∈ (0, 1), obtenim:
{\displaystyle {\frac {(x+1)^{x+1}}{(x+s)^{x+s}}}e^{s-1}<{\frac {\Gamma (x+1)}{\Gamma (x+s)}}<{\frac {(x+1/2)^{x+1/2}}{(x+s-1/2)^{x+s-1/2}}}e^{s-1}.}